# Uni-Trend Technology Limited
Uni-Trend Technology Limited (або UNI-T) — один із найбільших виробників контрольно-вимірювальних приладів. Компанію UNI-T заснував у 1988 році Джордж Ханг. Основу продукції компанії складають цифрові мультиметри, струмовимірювальні кліщі, цифрові осцилографи, генератори сигналів, тестери, пірометри, мегаомметри, аксесуари для вимірювальних приладів та ін. Випуск цифрових мультиметрів компанія Uni-Trend освоїла у співпраці з американською корпорацією Fluke наприкінці дев'яностих.
Виробничі потужності компанії включають три інженерно-технічних центри, розташованих на території Китаю, а також дві виробничі бази і три додаткових заводи, які спеціалізуються на приладах сегментів high-end і mid-end. 
У 2012-му році компанія Uni-Trend відкрила новий завод, його виробнича лінія укомплектована високоефективним японським обладнанням, яке дозволяє за лічені місяці розробляти, тестувати і запускати у виробництво абсолютно нові типи вимірювальних приладів. Станом на сьогодні UNI-T є одним із найбільших гравців на ринку виробництва вимірювального обладнання, її виробничі потужності здатні випускати до 3 млн. одиниць продукції щорічно.
Як свідчить офіційна статистика компанії, група займає третину китайського ринку вимірювального обладнання і входить в десятку найбільших світових виробників вимірювальних приладів.

## Історія компанії
1988 — було засновано компанію Uni-Trend Technology Limited. 
1990 — створено першу лінію з виробництва мультиметрів.
1995 — розпочато продажі на світовий ринок.
1998 — отримано сертифікат ISO-9001.
2012 — компанія переїхала в Song Shan Lake National High-Tech Industrial Development Zone, Дунгуань.
2014 — придбали бренд Minipa, який став дочірньою компанією Uni-Trend.

## Структура компанії
Окрім головного офісу, компанія має ще дослідницькі центри в різних регіонах та містах Китайської Народної Республіки: Шеньчжень, Ченду, Дунгуань, та ін. Основні потужності виробництва розташовані на сучасному заводі площею 50 000 м2, що розташований в місті Дунгуань в примисловій зоні під назвою Songshan Lake National High-Tech Industrial Development Zone.
Uni-Trend налагодили співпрацю в 90 країнах світу, а розповсюдженням їх продукції та наданням послуг займається більш ніж 600 партнерів.
Ексклюзивним дистриб'ютором компанії Uni-Trend на території України є торгова марка Masteram.ua.

## Сертифікації
Виробник сертифікований та отримав ISO 9001 Quality Verification Certificate, сертифікат відповідності ЄС, європейський сертифікат CE, американський UL, китайський CMC, а також інші сертифікати якості та безпеки.
Продукція цього виробника також сертифікована в Україні: вимірювальні прилади Uni-T серії UTM внесені до Державного реєстру засобів вимірювальної техніки за номерами У3305-12, У3306-12, У3307-12, У3308-12, відповідно до протоколу № 2-2012, рішенням засідання науково-технічної комісії з метрології від 16 травня 2012 року.